# Edward Marmaduke Clarke
Edward Marmaduke Clarke (fl. XIX secolo) è stato un costruttore di strumenti scientifici britannico del XIX secolo.
Costruttore di strumenti scientifici di origine irlandese, attivo a Dublino e poi a Londra fra il 1830 e il 1850. Ideò e produsse macchine magnetoelettriche, anche per elettroterapia.